# Annemarie Uliasz
Annemarie Uliasz est une sportive américaine née à Skokie en Illinois le 11 novembre 1973, spécialiste du snowboard.

## Biographie
Elle a déménagé en Californie à l'âge de 4 ans et elle a grandi à Arcadia en Californie.  Elle a participé à l'équipe américaine de développement olympique de luge en 1990, a suivi des cours en théâtre et en biologie à l'université de Santa Barbara, et a été un membre de l'équipe nationale américaine de snowboard de 1994 à 1998, méritant une seconde place aux championnats du monde de la Fédération internationale de ski en 1996.
Après avoir pris sa retraite des compétitions de snowboard en 1998, Annemarie Uliasz a reçu un diplôme de la John A. Burns School of Medicine située à l'Université d'Hawaï à Mānoa en 2000. Elle effectue ensuite un stage au Centre médical du Mont Sinai à New York.